# Antica diocesi di Åbo

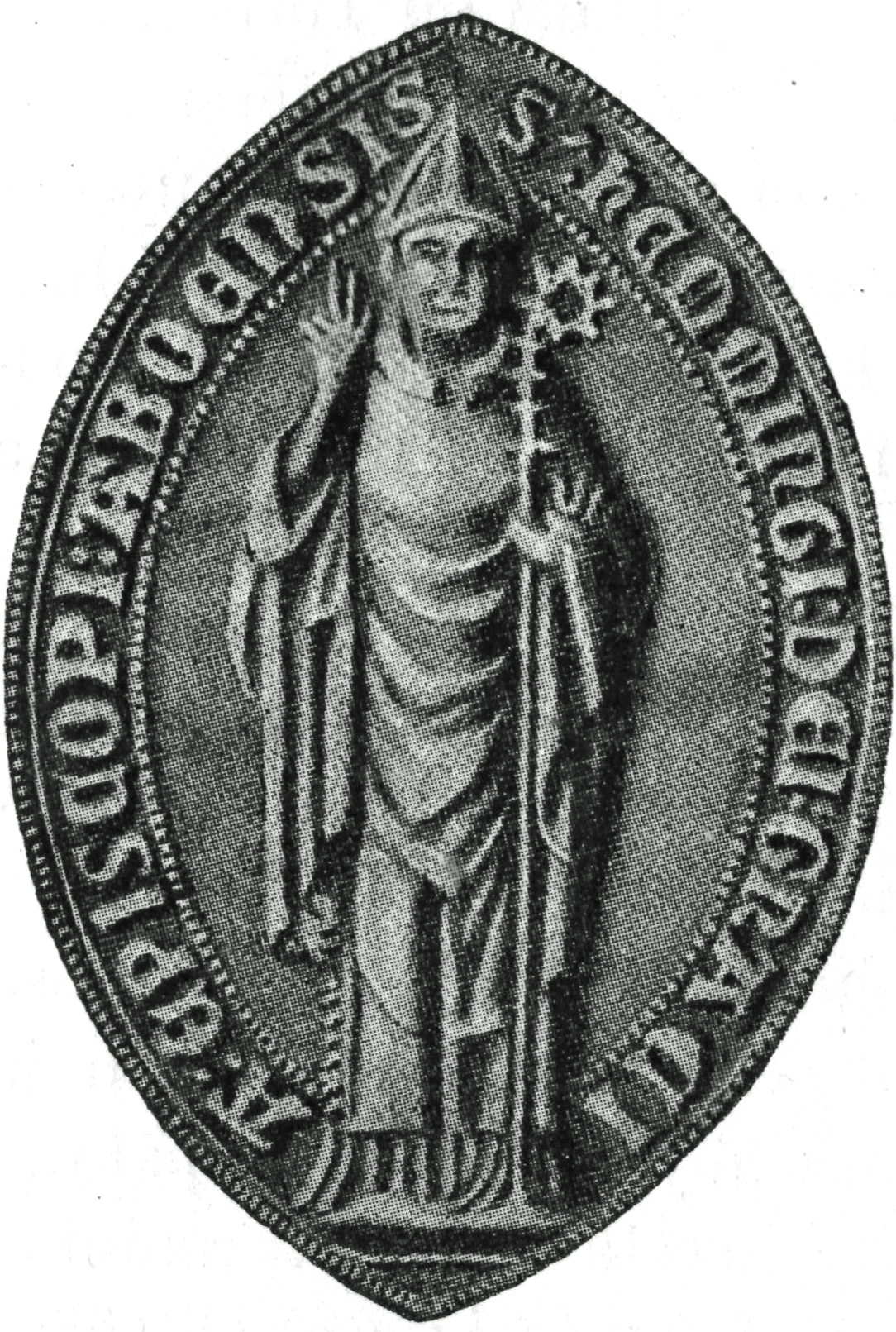
Il sigillo del vescovo Hemming (1340-1366).

La diocesi di Åbo (in latino: Dioecesis Aboensis) è una sede soppressa della Chiesa cattolica.

## Territorio
La diocesi comprendeva la parte meridionale dell'attuale Finlandia. Il territorio della diocesi si formò gradualmente mano a mano che progredivano le conquiste svedesi in terra finnica, fino alla Carelia.
Sede vescovile era la città di Åbo o Turku, dove si trova la cattedrale della Beata Vergine Maria e Sant'Enrico.

## Storia
La diocesi fu eretta verso la metà del XII secolo, dopo le conquiste militari svedesi che imposero nel Paese la religione cristiana. Al seguito delle truppe svedesi c'era il missionario inglese Enrico, arcivescovo di Uppsala, che iniziò l'opera di evangelizzazione del popolo finlandese; è considerato il primo vescovo ed il patrono della Finlandia.
La sede episcopale fu posta inizialmente a Nausis; attorno al 1250 fu trasferita a Räntämäki e verso il 1300, all'epoca del vescovo Maunu (Magnus), ad Åbo. Fin dalla sua fondazione, la diocesi dipendeva dalla provincia ecclesiastica dell'arcidiocesi di Uppsala.
Il vescovo Maunu (1293-1308) gettò le fondamenta della cattedrale di Åbo; incendiata dai russi nel 1318, fu restaurata ed arricchita di cappelle, altari e preziose suppellettili dal vescovo Maunu Tavast (1412-1450); distrutta da un altro incendio nel 1429, fu ricostruita nei successivi trent'anni.
Il capitolo della cattedrale fu istituito nel 1266 con solo quattro membri, portati a sei dal vescovo Benedetto (1322-1338) e a dieci da Maunu Tavast. Il vescovo Konrad Bitz (1460-1489) impose ai membri del capitolo l'obbligo di risiedere ad Åbo, mentre Maunu Särkilahti (1489-1500) l'obbligo del pranzo in comune. Il vescovo Benedetto introdusse i Domenicani nella città episcopale.
Il celibato sacerdotale era uno dei più grandi problemi della Chiesa finlandese. Già il concilio provinciale di Skenning, in Svezia, nel 1248, aveva rinnovato quest'obbligo per la Svezia e la Finlandia, ma evidentemente la normativa non era tra le più rispettate. Nel 1352 il vescovo sant'Hemming pubblicò gli statuti diocesani dove, oltre ad una serie di normative di carattere liturgico, vietò ai preti di riconoscere i figli avuti da concubine e di allevarli nella canonica, allo scopo di preservare i beni ecclesiastici.
Il vescovo Maunu Tavast (Magnus Olai) si distinse soprattutto per la sua attenzione agli aspetti liturgici e cerimoniali; edificò nella cattedrale una cappella dedicata al Santissimo Sacramento, dove organizzò un servizio ininterrotto di celebrazioni eucaristiche, ogni giorno; istituì varie confraternite; fondò il monastero delle brigidine.
Molti dei vescovi di Åbo del XIV e XV secolo erano persone di profonda cultura e preparazione intellettuale, formati nelle maggiori università dell'epoca. Nel 1488 il vescovo Konrad Bitz fece stampare a Lubecca il Missale Aboense, la prima opera a stampa per il pubblico nordico.
L'ultimo vescovo in comunione con la Santa Sede fu Arvid Kurki, deceduto per naufragio il 22 luglio 1522 mentre era in fuga dalla Finlandia. Il capitolo della cattedrale, che sopravvisse fino al 1642, continuò ad eleggere vescovi, che non furono mai riconosciuti da Roma per la loro adesione alla fede luterana. La separazione formale con la Chiesa cattolica si consumò nel 1554, quando il re emanò un editto che vietava ai vescovi di richiedere la conferma papale.

## Cronotassi dei vescovi
- Sant'Henrik †[4]
- Rodulff † (? - circa 1178 deceduto)
- Folkvin †
- Tuomas, O.P. † (30 ottobre 1209 - 1248 deceduto)
- Bero † (1249 - 1253 deceduto)
- Ragvald I † (? - 1266 deceduto)
- Kettil † (1266 - 1285 deceduto)
- Johannes, O.P. † (1286 - 8 luglio 1290 nominato arcivescovo di Uppsala)
- Maunu (Magnus) † (1293 - circa 1308 deceduto)
- Ragvald II † (circa 1310 - 1321 deceduto)
- Pentti (Benedictus) † (1322 - novembre 1338 deceduto)
- Sant'Hemming † (1340 - 21 maggio 1366 deceduto)
- Henrik Hartmaninpoika † (5 ottobre 1366 - 1367 deceduto)
- Johannes Pietarinpoika † (8 novembre 1367 - 1370 deceduto)
- Johannes Westfal † (31 agosto 1370 - 1384 deceduto)
- Bero Balk † (16 novembre 1387 - circa 29 giugno 1412 deceduto)
- Maunu Tavast (Magnus Olai) † (21 ottobre 1412 - 1450 dimesso)
- Olavi Maununpoika † (4 febbraio 1450 - 24 febbraio 1460 deceduto)
- Konrad Bitz † (4 luglio 1460 - 13 marzo 1489 deceduto)
- Maunu Särkilahti † (6 luglio 1489 - 12 marzo 1500 deceduto)
- Lauri Suurpää † (7 agosto 1500 - 28 settembre 1506 deceduto)
- Johannes Olavinpoika † (25 giugno 1507 - 9 giugno 1510 deceduto)
- Arvid Kurki † (17 marzo 1511 - 22 luglio 1522 deceduto)